# Watanabe Shuto
Watanabe Shuto (sinh ngày 28 tháng 1 năm 1997) là một cầu thủ bóng đá người Nhật Bản.

## Sự nghiệp câu lạc bộ
Watanabe Shuto hiện đang chơi cho Nagoya Grampus.